# Bezirk Bielitz

Verwaltungsgliederung Österreichisch-Schlesiens (1900)

Der Bezirk Bielitz (polnisch: Powiat polityczny Bielsko) war ein Politischer Bezirk in Österreichisch-Schlesien in den Jahren 1850–1855 und 1868–1918/1920. Der Bezirk umfasste Gebiete um Bielitz, seit 1870 ohne die Statutarstadt Bielitz. Das Gebiet wurde nach dem Ersten Weltkrieg Polen zugeschlagen und ist heute Teil der polnischen Powiat Bielski, Powiat Cieszyński und die Stadt Bielsko-Biała.

## Geschichte
Von 1868 bis 1920 hatte es eine Fläche von 758 km² und 67 Gemeinden.
Die Bevölkerung:
| Jahr | Ein- wohner | Polnisch- sprachige | Deutsch- sprachige | Tschechisch- sprachige | Römisch-katholisch | Evangelisch    | Juden        |
| ---- | ----------- | ------------------- | ------------------ | ---------------------- | ------------------ | -------------- | ------------ |
| 1880 | 67363       | 55813 (83,5 %)      | 10753 (16,1 %)     | 268 (0,4 %)            |                    |                |              |
| 1890 | 71339       | 58692 (83,1 %)      | 11678 (16,5 %)     | 261 (0,4 %)            | 43354 (60,8 %)     | 26664 (37,4 %) | 1320 (1,8 %) |
| 1900 | 75593       | 60434 (81 %)        | 13777 (18,5 %)     | 406 (0,5 %)            | 46512 (61,5 %)     | 27580 (36,5 %) | 1470 (2 %)   |
| 1910 | 82835       | 63580 (77,7 %)      | 17631 (21,5 %)     | 663 (0,8 %)            | 52456 (63,3 %)     | 28760 (34,7 %) | 1533 (1,9 %) |

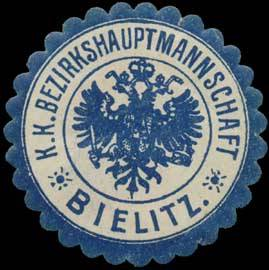
Bezirkshauptmannschaft Bielitz – Siegelmarke

Herkömmlich wurde der Bezirk von den sogenannten Teschener Walachen (polnisch Wałasi) im Westen, Schlesischen Goralen im Süden, die die Teschener Mundarten sprachen, sowie Deutschen in der Bielitzer Sprachinsel im Osten bewohnt. Die Ergebnisse der Volkszählungen und andere die nationale Identität betreffende Faktoren werden bis heute diskutiert (siehe: Tschechoslowakisch-polnische Grenzkonflikte).
Im Jahre 1910 waren (ohne der Stadt Bielitz) 52.456 (63,3 %) Personen römisch-katholisch, 28.760 (34,7 %) evangelisch, 1533 (1,9 %) israelitisch, 86 waren anderen Glaubens. Es gab um 7400 (9,1 %) Einwanderer aus Galizien, 1600 (1,2 %) kamen dagegen aus Böhmen und Mähren.

## Ortschaften

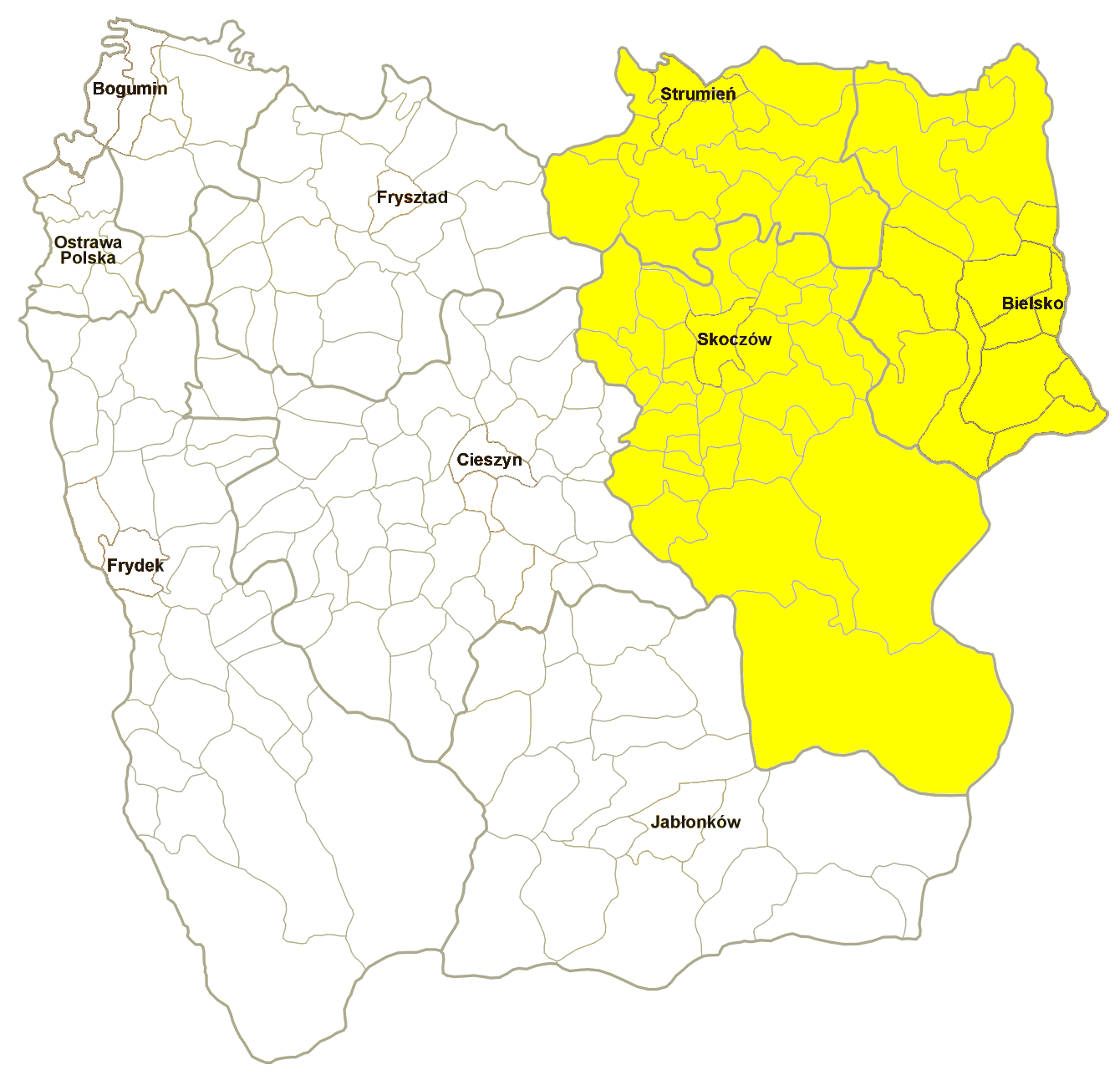
Gemeindegliederung

Gerichtsbezirk Bielitz
1. Alexanderfeld
2. Alt Bielitz
3. Batzdorf
4. Bistrai
5. Braunau
6. Czechowitz
7. Dziedzitz
8. Ellgoth
9. Ernsdorf
10. Heinzendorf
11. Kamitz
12. Nieder Kurzwald
13. Ober Kurzwald
14. Lobnitz
15. Matzdorf
16. Nikelsdorf
17. Zabrzeg

Gerichtsbezirk Schwarzwasser
1. Bonkau
2. Chybi
3. Drahomischl
4. Fröhlichhof
5. Illownitz
6. Landek
7. Mnich
8. Ochab
9. Pruchna
10. Riegersdorf
11. Schwarzwasser (Stadt)
12. Zablacz
13. Zaborz
14. Zarzicz
15. Zbitkau

Gerichtsbezirk Skotschau
1. Baumgarten
2. Bielowitzko
3. Brenna
4. Godzischau
5. Golleschau
6. Grodzietz
7. Klein Gurek
8. Gross Gurek
9. Harbutowitz
10. Hermanitz
11. Iskrzyczyn
12. Kisielau
13. Kitschitz
14. Kostkowitz
15. Kowali
16. Nieder Kozakowitz
17. Ober Kozakowitz
18. Lazy
19. Lippowetz
20. Lonczka
21. Miendzyswietz
22. Nierodzim
23. Perstetz
24. Pogorz
25. Rostropitz
26. Schimoradz
27. Skotschau (Stadt)
28. Swientoszuwka
29. Ustron M. (Marktgemeinde)
30. Weichsel
31. Wieszczont
32. Willamowitz
33. Wislitz
34. Zeislowitz